# Judea
Judea (Grieks: Ἰουδαία, Ioudaía, Klassiek Latijn: Iūdaea, postklassiek Latijn: Judaea, Hebreeuws: יהודה Yəhuda, Arabisch: يهودا, Yahudia) is de Grieks-Romeinse benaming  voor het vroegere gebied van het koninkrijk Juda.
De staat Israël gebruikt deze naam voor een deel van de Westelijke Jordaanoever in het administratieve Judea en Samaria District.

## Tempelstaatje Juda

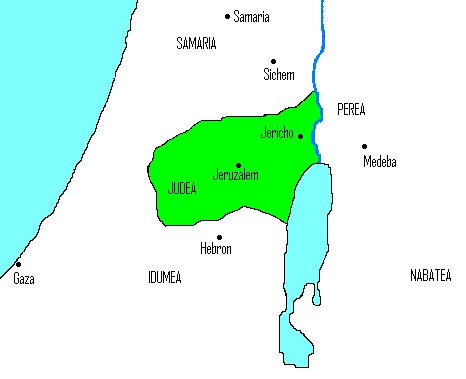
Het tempelstaatje Juda

Aan het koninkrijk Juda was in 586 v.Chr. een einde gekomen door toedoen van de Babyloniërs. In 538 v.Chr. mochten de weggevoerde Joden echter weer terugkeren naar het gebied. Zij herbouwden de Joodse tempel in Jeruzalem en vormden een tempelstaatje dat onderworpen was aan de Perzen. De hogepriester trad op als gouverneur van Juda en leidde het volk dan ook niet alleen in godsdienstige, maar ook in politieke zin.
Bij zijn veroveringen in het gebied voegde Alexander de Grote ook het tempelstaatje Juda toe aan het door hem gestichte hellenistische rijk (333 of 332 v.Chr.). Juda bleef dan ook een vazalstaatje, onderworpen aan een politieke grootmacht, met de eigen hogepriester als gouverneur. Na Alexanders dood werd Juda een tempelstaatje binnen het rijk van de Ptolemaeën. Voor de Judeeërs brak, mede door handelscontacten met Alexandrië, waar al snel een grote Joodse gemeenschap ontstond, een periode van relatieve welvaart aan.
In 198 v.Chr. veroverden de Seleuciden Juda op de Ptolemaeën. Al spoedig ontstonden er echter spanningen tussen Judeeërs en de Seleucidische overheersers, die telkens meer geld nodig hadden voor veldtochten richting Egypte. Bovendien ontstond er binnenslands in toenemende mate wrijving tussen de aristocratische families van de Oniaden en Tobiaden.
Gedurende heel de periode van overheersing door de Perzen tot aan die van de Seleuciden bleef de omvang van het tempelstaatje Juda gelijk, namelijk ongeveer de omvang van het oude koninkrijk Juda.

## Makkabese opstand en Hasmonese staat
De spanningen met de Seleucidische overheersers bereikten een hoogtepunt tijdens het bewind van Antiochus IV Epiphanes. Dit leidde in 167 v.Chr. tot het uitbreken van de Makkabese opstand, geleid door achtereenvolgens Mattathias, Judas Makkabeüs en Jonathan Makkabeüs. Mede dankzij een verzwakking van het Seleucidische rijk, waar telkens opnieuw verschillende troonpretendenten elkaar bestreden, slaagde de opstand. In 141 v.Chr. werd Judea een onafhankelijk koninkrijk, bestuurd door de dynastie van de Hasmoneeën. De opeenvolgende Hasmonese koningen breidden Judea steeds verder uit, maar het gebied van Juda bleef er de kern van vormen.
Heersers uit deze periode zijn:
- Simon Makkabeüs (143-134)
- Johannes Hyrkanus (134-104)
- Aristobulus I (104-103)
- Alexander Janneüs (103-76)
- Salome Alexandra (76-67).
- Hyrkanus II en Aristobulus II

## Judea onder de Romeinen

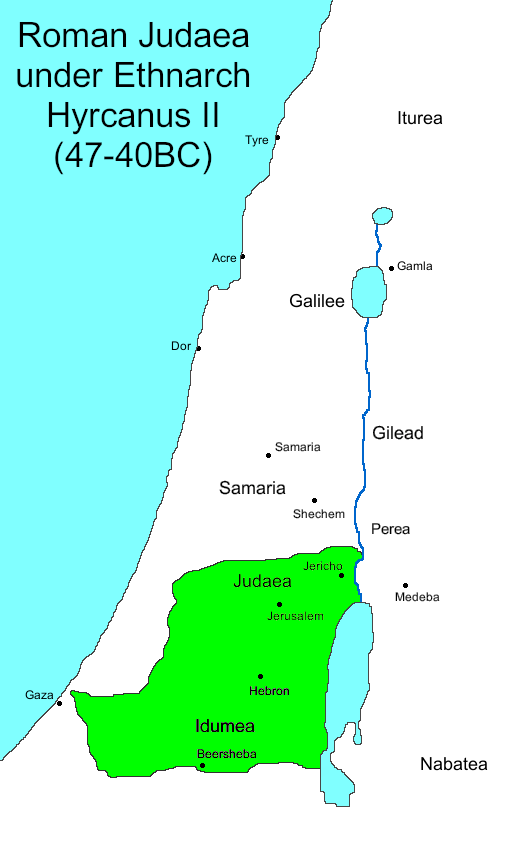
Judea onder Hyrcanus II (63-40 v.Chr.)

### Judea als vazalstaat (63 v.Chr. - 6 n.Chr.)
In 63 v.Chr. lijfde Pompeius het gebied in bij het Romeinse Rijk. De Romeinen noemden het gebied voor het eerst Judea. De gebieden die door de verschillende Hasmonese koningen aan Judea waren toegevoegd, werden er weer van losgemaakt. Alleen Idumea, net ten zuiden van het oorspronkelijke tempelstaatje Juda, bleef nog tot Judea behoren. Hyrcanus II, de laatste Hasmonese vorst, werd een vazalkoning onder de Romeinen.
Tijdens de regering van Hyrcanus II nam de invloed van de Idumeese gouverneur Antipater en zijn zonen Herodes en Phasaël toe. De neef van Hyrcanus, Antigonus probeerde in 40 v.Chr. met hulp van de Parthen Judea te  bevrijden van de Romeinse heerschappij. Hij zette Hyrcanus II gevangen en verminkte hem. Herodes kreeg toestemming van de Romeinse Senaat om Judea opnieuw onder Romeins gezag te brengen. Als dank kreeg Herodes in 37 v.Chr. de koningstitel. Mede dankzij keizer Augustus, die het erg apprecieerde dat Herodes de Grote zijn kant koos in de burgeroorlog tegen Marcus Antonius, werd Judea steeds verder uitgebreid, tot het een omvang had die vergelijkbaar was met het Hasmonese rijk in zijn maximale omvang.
Na de dood van Herodes de Grote (4 v.Chr.) werd Judea verdeeld onder enkele van zijn zonen. De gebieden Judea, Idumea en Samaria werden toegewezen aan Herodes Archelaüs, die in 6 na Chr. wegens wanbestuur uit zijn ambt ontheven werd.

### Periode van 6 tot 41 na Chr.

#### Judea wordt eenprovincia

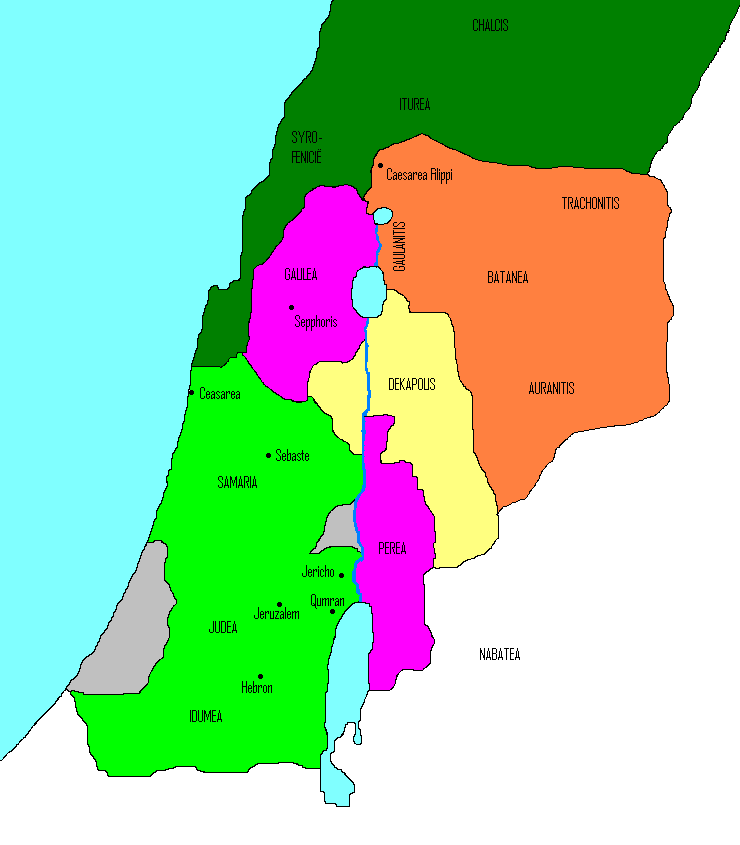
Verdeling van het rijk van Herodes de Grote :
Rijk van Herodes Archelaüs, Judea
Rijk van Herodes Antipas
Rijk van Filippus
Salome I (steden van Jabneh, Azotas, Phaesalis)
Romeinse provincie Syria
Vrijstaat (Dekapolis)

Het gebied waarover Archelaüs geheerst had, werd in 6 na Chr. aangewezen als de Romeinse provincie Judea (waartoe dus ook Idumea en Samaria gerekend werden). De provincie kwam onder keizerlijk toezicht te staan. De keizer oefende dit toezicht echter uit via de gouverneur van Syria, waardoor de aanvankelijk praefecti, later procuratores in de praktijk aan hem verantwoording moesten afleggen. De praefecti over Judea behoorden tot de ordo equester. Deze praefecti hadden ook de bevoegdheid de hogepriester te benoemen (zie de Lijst van Hogepriesters in de Herodiaanse periode).

#### Residentie
De gouverneurs hadden hun residentie in Caesarea. Het paleis van Herodes in Caesarea (gebouwd door Herodes de Grote) deed dienst als praetorium. Tijdens Joodse feestdagen en andere officiële gebeurtenissen verbleven zij gewoonlijk in Jeruzalem, in het paleis van Herodes in Jeruzalem (eveneens gebouwd door Herodes de Grote) aan de westkant van de stad. Waarom de gouverneurs hun gebruikelijke residentie in Caesarea kozen, kan ermee te maken hebben dat zij vreesden dat in Jeruzalem het gevaar voor opstanden tegen de Romeinen, vanwege geloofskwesties, te groot was, maar het is ook mogelijk dat hun keuze op deze stad viel omdat deze een haven had en daardoor gemakkelijker bereikbaar was vanuit Alexandrië en Rome, of omdat het klimaat er (door de ligging aan zee) aangenamer is dan in Jeruzalem.

#### Militair
In Judea stonden slechts zes of zeven cohortes auxiliariae (elk van zo'n 500 man) ter beschikking aan de gouverneur. Vijf infanterie-eenheden en één ruitereenheid waren permanent in Judea gelegerd, voornamelijk in het centraal gelegen, niet-joodse Sebaste in Samaria, en in Caesarea. De relatief kleine Romeinse troepenmacht in Judea leidde ertoe dat de gouverneur nogal eens een beroep moest doen op de gouverneur van Syria, die over 4 legioenen beschikte.
De volgende praefecti bestuurden Judea van 6 tot 41 na Chr. :
- Coponius (6-9)
- Marcus Ambibulus (9-12)
- Annius Rufus (12-15)
- Valerius Gratus (15-26)
- Pontius Pilatus (26-36)
- Marcellus (36-37)
- Marullus (37-41)

Ten tijde van Pontius Pilatus werd onder druk van de Joodse Hoge Raad, Jezus van Nazareth ter dood veroordeeld. Pilatus waste zijn handen in onschuld (Mt 27:11-26).

### Periode van 41 tot 44 na Chr.
Herodes Agrippa I had nauwe banden met de keizerlijke familie. In 37 kreeg hij van keizer Caligula het gebied ten noordoosten van het Meer van Galilea, het gebied van de overleden tetrarch Filippus (een zoon van Herodes de Grote). Hij verkreeg Galilea en Perea toen Herodes Antipas in ongenade was gevallen. En voor zijn rol bij de verkiezing van keizer Claudius kreeg hij de provincia Judea (waartoe ook Samaria en Idumea gerekend werden). Van 41 tot 44 heerste Agrippa over heel het gebied waarover zijn grootvader Herodes de Grote had geregeerd. Hij is dan ook de enige nakomeling van Herodes de Grote die heel dit rijk bestuurde.

### Periode van 44 tot 66 na Chr.

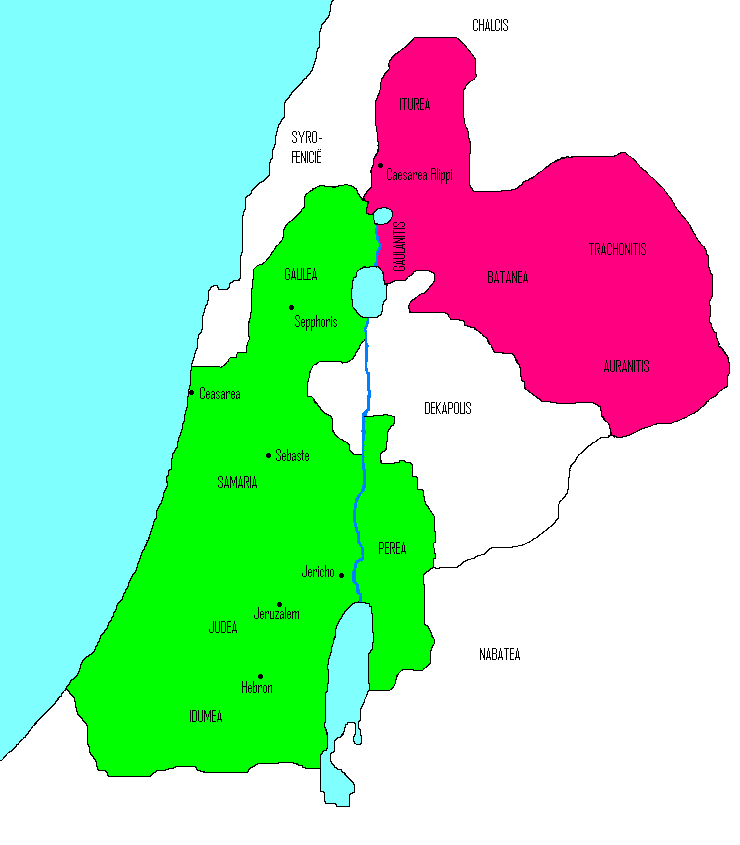
provincia Judea vanaf 53 na Chr. (inclusief Idumea, Samaria, Perea en Galilea)
gebied van Herodes Agrippa II

Herodes Agrippa II werd te jong geacht bij de dood van zijn vader. Judea werd opnieuw een Romeinse provincie en werd vanuit Caesarea bestuurd door procuratoren. Deze procuratoren hadden, anders dan de prefecten die eerder Judea bestuurd hadden, niet de bevoegdheid de hogepriester te benoemen. Dit recht was na de dood van Herodes Agrippa I voorbehouden aan zijn broer Herodes van Chalkis. Na zijn dood in 48 volgde Herodes Agrippa II hem op.
In 53 gaf Claudius Agrippa alsnog een deel van het Joodse land, in ruil voor het koninkrijk Chalkis, dat nu aan de zoon van Herodes van Chalkis, Aristobulus van Chalkis (de neef van Agrippa), gegeven werd. Agrippa werd koning over de gebieden ten noordoosten van het meer van Galilea (Iturea, Gaulanitis, Trachonitis, Batanea en Auranitis). Later voegde keizer Nero nog enkele steden in Galilea en Perea aan Agrippa's gebied toe, waarvan Tiberias, Tarichea en Julias de belangrijkste zijn. De hoofdstad van Agrippa's rijk was Caesarea Filippi.
De volgende procuratoren bestuurden Judea achtereenvolgens:
- Cuspius Fadus (44-46)
- Tiberius Julius Alexander (46-48)
- Venditius Cumanus (48-52)
- Antonius Felix (52-60)
- Porcius Festus (60-62)
- Lucceius Albinus (62-64)
- Gessius Florus (64-66)

### Periode van 66 tot 70 na Chr.
Al langere tijd groeiden er spanningen in Judea, maar deze kwamen in 66 tot een hoogtepunt. Na de Grote brand van Rome in 64, verhoogde keizer Nero de belastingen om de stad terug op te bouwen. Het wanbeheer van procurator Gessius Florus leidde tot een opstand tegen Rome. Nero stuurde Vespasianus en diens zoon Titus en na een lange en bloedige strijd met hulp van vier legioenen wisten ze de opstand uiteindelijk neer te slaan. Grote delen van Jeruzalem werden verwoest. De Joodse tempel ging in vlammen op.

### Periode van 70 tot 135 na Chr.
Na de Joodse oorlog werd Judea bestuurd door een legatus Augusti pro praetore, die tevens het Legio X Fretensis aanvoerde, dat nu permanent bij Jeruzalem gelegerd werd. De residentie van de legates bleef echter nog steeds Caesarea. Gouverneurs over Judea uit deze periode zijn:
- Sextus Vettulenus Cerialis 70-71
- Sextus Lucilius Bassus 71-73/74
- Lucius Flavius Silva 73/74-81
- Gnaius Pompeius Longinus ca. 86 (tot 89?)
- Sextus Hermetidius Campanus ca. 93 (tot 97?)
- Tiberius Claudius Atticus Herodes ca. 99/100-102/103
- Gaius Julius Quadratus Bassus 102/103-104/105
- Quintus Pompeius Falco 105-107
- Tiberianus ca. 114

De Kitosoorlog van 116-117 speelde vooral in de Joodse gemeenschappen in de diaspora, vooral in Cyrene, Egyte en Alexandrië, op Cyprus en in Syrië. In Judea was nauwelijks sprake van opstand. Wel bestond de angst dat de opstand ook naar Judea zou overslaan. Vanaf deze periode werd Judea dan ook een consulaire provincie en werd een bijkomend legioen gelegerd in Megiddo. Bestuurders in deze periode waren:
- Lusius Quietus 117
- Lucius Cossonius Gallus 120
- Quintus Tineius Rufus 130/131 - 134
- Sextus Julius Severus 134-135

Na de opstand van Sjimon bar Kochba (132-135) kwam aan de zelfstandige provincie Judea een einde. Het gebied werd in 135 ingelijfd bij de provincia Syrië, dat nu de naam Syria-Palaestina kreeg.